# Miss Polski 2018
Miss Polski 2018 fue la 29.ª edición de Miss Polski, que se llevó a cabo el 9 de diciembre de 2018. La ganadora fue Olga Buława de Pomerania Occidental y representó a Polonia en Miss Universo 2019. La primera finalista Karina Szczepanek representó a Polonia en Miss Internacional 2019.

## Resultados
| Posiciones                                        | Candidata |
| ------------------------------------------------- | --- |
| Miss Polski 2018 Miss Universo Polonia 2019       | - Pomerania Occidental - Olga Buława |
| Primera finalista Miss Internacional Polonia 2019 | - Podlaquia - Karina Szczepanek |
| Segunda finalista                                 | - Podlaquia - Joanna Babynko |
| Tercera finalista                                 | - Pequeña Polonia - Kinga Wawrzyniak |
| Cuarta finalista                                  | - Mazovia - Marta Kaczmarczyk |
| Top 10                                            | - Świętokrzyskie - Roksana Oraniec - Podlaquia - Elwira Talkowska - Silesia - Luiza Szczerbowska - Subcarpacia - Angelika Hejnar - Subcarpacia - Klaudia Pustkowska |

### Premios especiales
| Premio                | Candidata                        |
| --------------------- | -------------------------------- |
| Miss Internet         | - Silesia - Luiza Szczerbowska   |
| Miss Fotogénica       | - Subcarpacia - Angelika Hejnar  |
| Miss Audiencia Polsat | - Podlaquia - Joanna Babynko     |
| Miss Polonia Virtual  | - Podlaquia - Joanna Babynko     |
| Miss Redes Sociales   | - Silesia - Dominika Mieczkowska |

## Jurado
- Kamila Świerc - Miss Polski 2017 de Opole
- Viola Piekut - Diseñadora de moda
- Tomasz Olejniczak - Diseñador de moda
- Renata Kaczoruk - Modelo
- Maria Niklińska - Actriz
- Dominika Tajner-Wiśniewska - Gerente de las Estrellas

## Finalistas
| Voivodatos                         | Candidata            | Edad | Título/método de calificación                               |
| ---------------------------------- | -------------------- | ---- | ----------------------------------------------------------- |
| Comunidad polaca en el Reino Unido | Aleksandra Kowalczyk | 21   | Primera finalista de Miss Polski Reino Unido e Irlanda 2018 |
| Cuyavia y Pomerania                | Kinga Kołaczyńska    | 21   | Segunda finalista de Miss Cuyavia y Pomerania 2018          |
| Lodz                               | Justyna Flejsner     | 22   | Miss Lodz 2018                                              |
| Lublin                             | Karolina Wojtiuk     | 19   | Primera finalista de Miss Lublin 2018                       |
| Mazovia                            | Aleksandra Nowacka   | 19   | Primera finalista de Miss Radom Land 2018                   |
| Mazovia                            | Karolina Soczewka    | 21   | Tercera finalista de Miss Varsovia 2018                     |
| Mazovia                            | Marta Kaczmarczyk    | 23   | Primera finalista de Miss Varsovia 2018                     |
| Mazovia                            | Paloma Żochowska     | 24   | Miss Varsovia 2018                                          |
| Mazovia                            | Sylwia Gibała        | 21   | Miss Radom Land 2018                                        |
| Opole                              | Alexander Bodor      | 23   | Miss Opole 2018                                             |
| Pequeña Polonia                    | Kinga Wawrzyniak     | 22   | Miss Pequeña Polonia 2018                                   |
| Podlaquia                          | Elwira Talkowska     | 26   | Miss Lomza 2018                                             |
| Podlaquia                          | Joanna Babynko       | 22   | Primera finalista de Miss Podlaquia 2018                    |
| Podlaquia                          | Karina Szczepanek    | 23   | Segunda finalista de Miss Podlaquia 2018                    |
| Podlaquia                          | Magdalena Wasiluk    | 22   | Miss Podlaquia 2018                                         |
| Pomerania                          | Małgorzata Mazur     | 21   | Segunda finalista de Miss Costa 2018                        |
| Pomerania                          | Weronika Bartkowska  | 19   | Segunda finalista de Miss Pomerania 2018                    |
| Pomerania Occidental               | Katarzyna Bukowiec   | 24   | Miss Pomerania Occidental 2018                              |
| Pomerania Occidental               | Olga Buława          | 27   | Segunda finalista de Miss Pomerania Occidental 2018         |
| Santa Cruz                         | Roksana Oraniec      | 22   | Aplicación en línea                                         |
| Silesia                            | Anna-Maria Jaromin   | 20   | Miss Beskides 2018                                          |
| Silesia                            | Dominika Mieczkowska | 20   | Primera finalista de Miss Silesia 2018                      |
| Silesia                            | Dominika Ociepa      | 23   | Miss Silesia 2018                                           |
| Silesia                            | Luiza Szczerbowska   | 23   | Primera finalista de Miss Beskides 2018                     |
| Silesia                            | Wiktoria Kędzierska  | 22   | Aplicación en línea                                         |
| Subcarpacia                        | Angelika Hejnar      | 21   | Tarjeta verde de Subcarpacia                                |
| Subcarpacia                        | Klaudia Pustkowska   | 22   | Miss Subcarpathia 2018                                      |
| Varmia y Masuria                   | Aleksandra Bogdan    | 20   | Miss Varmia y Masuria 2018                                  |

### No compitieron
- Baja Silesia
- Gran Polonia
- Lubusz
- Comunidad polaca en Alemania
- Comunidad polaca en Argentina
- Comunidad polaca en Australia
- Comunidad polaca en Bielorrusia
- Comunidad polaca en Brasil
- Comunidad polaca en Canadá
- Comunidad polaca en los Estados Unidos
- Comunidad polaca en Francia
- Comunidad polaca en Irlanda
- Comunidad polaca en Israel
- Comunidad polaca en Lituania
- Comunidad polaca en Rusia
- Comunidad polaca en Sudáfrica
- Comunidad polaca en Suecia
- Comunidad polaca en Venezuela